# 吉林市健康广播
吉林市健康广播，前身是亲爱603，是吉林市经济广播电台的一个频道。内容以公益和生活节目为主，广播范围为吉林市全部，全天19.5小时播音。

## 主要节目
- 603百事通
- 爱心直播室
- 咱村大舞台
- 咱爹咱妈
- 菲越空间站
- 资讯也动听
- 墨客文人也流行
- 阳光校园
- 超级宝贝
- 星空日记

## 播出频率
吉林市
| 发射地 | 频率       |
| 船营区 | AM 603kHz  |
| 昌邑区 | FM 92.6MHz |

- 603kHz在在哈尔滨市、长春市、松原市、四平市、辽源市也可听到